# Comandău
Comandău es una comuna ubicada en el distrito de Covasna, Rumania.

## Superficie
Posee una superficie de 31,35 kilómetros cuadrados.

## Demografía
Hasta 2021 la población era de 822 habitantes, con una densidad de población de 26,22 habitantes por kilómetro cuadrado.